# Occidentalien
L'occidentalien (parfois ouistrain, westron en anglais) est une langue de fiction apparaissant dans l'œuvre de l'écrivain britannique J. R. R. Tolkien. Elle est la langue commune de l'Ouest de la Terre du Milieu durant le Troisième Âge, période à laquelle se déroule l'histoire du roman Le Seigneur des anneaux ; Tolkien présente d'ailleurs ce roman comme étant un texte rédigé en occidentalien par Bilbo et Frodo, qu'il aurait simplement traduit en anglais.

## Nom
Le nom « westron » est le nom anglais de la langue (west signifiant « ouest »). Dans certaines traductions françaises, cette langue est nommée « ouistrain » (comme chez Francis Ledoux dans sa traduction du Seigneur des anneaux). Daniel Lauzon l'a traduit par « occidentalien ». Certaines sources françaises conservent le nom « westron ».

## Vocabulaire
Tolkien ne donne que peu d'éléments d'occidentalien. Le vocabulaire existant n'est que d'une centaine de mots, mais aucun élément de construction n'a été publié. Des notes existent néanmoins sur l'évolution de certains mots du rohirique à l'occidentalien. Tolkien donne par exemple les noms réels de Frodon Sacquet, Samsagace Gamagie, Peregrin Touque et Meriadoc Brandebouc, qui ne sont que des traductions en anglais des véritables noms de ces personnages. Des noms de lieux sont également donnés.